# LG E400
LG Е400 (Optimus L3) — смартфон компании LG Electronics на операционной системе Android. Аппарат, выпущенный в феврале 2012 года, принадлежал к линейке смартфонов Optimus L . Данная модель была на базе операционной системы Android и имела 3,2-дюймовый дисплей, одноядерный процессор Qualcomm MSM7225A и поддержку 3G . Дешевизна смартфона сочеталась со скромными аппаратными характеристиками, в результате чего данный аппарат получил неоднозначные отзывы .

## История
Первое упоминание смартфона относится к концу января 2012 года, когда шведский ретейлер CDON в своём интернет-магазине открыл предзаказ по цене 199 евро. 21 февраля 2012 года компания LG объявила о предстоящем анонсе трёх смартфонов, сформировавших новую линейку смартфонов «Optimus L»: LG Optimus L3, L5 и L7. 27 февраля 2012 года на выставке «Mobile World Congress 2012» в Барселоне LG представила данные смартфоны.
Продажи смартфона по всему миру начались в конце февраля 2012 года, а 12 апреля того же года начат старт продаж смартфона в России по средней цене в 6 500 рублей. К декабрю 2012 года количество проданных смартфонов линейки Optimus L составило 10 миллионов, а к февралю 2013 года — превысило 15 миллионов.
Осенью 2014 года компанией LG были выпущены последние смартфоны линейки L, однако, уже не имевшие приписку «Optimus» — L Fino и L Bello, а в мае 2021 года LG полностью прекратила выпуск смартфонов и ушла с мобильного рынка.

### Преемники
В июле-августе 2012 года был выпущен в продажу смартфон LG E405, идентичный LG E400, но имевший поддержку двух сим-карт и четыре главные сенсорные кнопки управления («Меню», «Домой» и «Назад», «Переключение сим-карт») взамен физической кнопки «Домой».
В апреле 2013 года поступил в продажу смартфон второго поколения линейки Optimus L — LG Optimus L3II E430, имевший бюджетные характеристики и ориентировавшийся на рынки развивающихся стран. В отличие от смартфона первого поколения, за исключением характеристик камеры и размера дисплея, смартфон имел поддержку двух сим-карт, работал на операционной системе Android версии 4.1.2 («Jelly Bean»), имел IPS дисплей, был оснащён большим объёмом оперативной и встроенной памяти — 512 МБ и 4 ГБ соответственно, был снабжён более ёмким аккумулятором в 1540 mAh и более производительным процессором с тактовой частотой в 1 ГГц.

## Описание

### Программная часть
В смартфоне была установлена операционная система Android версии 2.3.6 «Gingerbread» с версией ядра Linux — 2.6.38.6, а в качестве оформления выступала фирменная оболочка Optimus UI версии 2.0. Данная версия Android была отключена от сервисов Google 27 сентября 2021 года, что повлекло за собой невозможность авторизации через учётную запись в различных приложениях от Google.
Для пользователей был доступен магазин приложений Google Play, а на смартфоне были предустановлены некоторые существовавшие приложения от Google на момент реализации смартфона, такие как поиск Google, Google Maps, Gmail, YouTube, Google+, Google Talk, а в дополнение к ним были предустановлены приложения от LG (LG AppClub, LG Informer, LG Music Club). На момент своего выхода смартфон имел поддержку Adobe Flash Player, которая была прекращена 12 января 2021 года по инициативе компании-создателя Adobe и привела к блокировке всего контента на технологии Flash. Как и для всех смартфонов линейки Optimus L, в августе 2012 года данный смартфон получил функцию быстрых заметок — QuickMemo, позволявшую делать скриншот, который возможно было редактировать путём нанесения заметок и отправлять его через MMS или публиковать в социальных сетях.

### Аппаратная часть
LG Optimus E400 использовал одноядерный процессор Qualcomm MSM7225A Cortex-A5 (архитектура ARM7) с частотой 800 МГц и графический процессор Adreno 200. Смартфон был оснащён объёмом оперативной и встроенной памяти в 384 МБ и 1 ГБ соответственно, также имелась поддержка карт памяти до 32 ГБ. В смартфоне использовался литий-ионный аккумулятор BL-44JN ёмкостью 1500 mAh, позволявший смартфону работать до 600 часов в режиме ожидания и до 12,5 часов в режиме разговора. Дисплей диагональю 3,2 дюйма имел разрешение 240х320 точек (125 пикселей на дюйм) и мультитач до пяти одновременных касаний. Внутри аппарата были установлены акселерометр BMA250 и магнитометр BMM050.
У LG E400 значение удельного коэффициента поглощения электромагнитной энергии (SAR) составляет до 1,1 Вт/кг при использовании вблизи уха (на 10 грамм) и до 0,572 Вт/кг при ношении на теле (на 10 грамм), что входит в диапазон безопасных значений.
В приложении AnTuTu Benchmark, который служит для теста производительности, смартфон показал результаты немного хуже, чем у Samsung Galaxy S, но чуть лучше, чем у Sony Ericsson Xperia X10, а в тесте видеоускорителя приложения Nenamark 2 показания LG E400 (FPS 13,5) оказались лучше HTC Desire (6,5), но хуже Sony Ericsson Xperia Play (14).
В смартфоне обеспечивается мобильная сеть при помощи 3G со скоростью HSDPA до 3,6 Мбит, также имеются поддержка Wi-Fi 802.11 со стандартами b/g/n, передачи данных через Bluetooth версии 3.0 и задействование аппарата в качестве точки доступа Wi-Fi Hotspot.

### Конструкция и дизайн
Дизайн смартфона был взят у совместного продукта Дома моды «Prada» и LG, отличавшийся угловатой формой корпуса, рельефной поверхностью тыльной стороны и чёткими линиями. Окантовка и задняя крышка смартфона были выполнены из матового шероховатого пластика, а лицевая панель — из полупрозрачного. На тыльной стороне находилось окно камеры, обрамлённое металлической вставкой. Смартфон продавался в двух чёрном или белом цветовом решении, однако лицевая панель всегда оставалась тёмной. Размеры смартфона (в мм): длина — 103, ширина — 62, толщина — 12. Вес: 110 грамм. На лицевой панели располагались датчик приближения и единственный в смартфоне динамик для вывода речи и громкой связи. Под экраном размещалась механическая клавиша, выполненная в форме прямоугольника и утопленная в корпус. Слева и справа от механической кнопки находились сенсорная кнопка «Меню» и «Назад» соответственно. На левом ребре располагалась выпуклая клавиша регулировки громкости, а на правом ребре какие-либо кнопки и разъёмы отсутствовали. На нижнем торце находились разъём microUSB и микрофон, а на верхнем — кнопка включения аппарата и стандартный 3,5 мм аудиовыход. Слот для SIM-карты располагался под аккумулятором, а слот под карту памяти с поддержкой замены без выключения устройства находился слева под крышкой.

## Отзывы
Смартфон получил различные отзывы по своей функциональности. Данная модель обладала некоторыми преимуществами перед другими моделями в аналогичной категории, но из-за бюджетного статуса имела некоторые ограниченные технические характеристики.
LG E400 на момент своей реализации имел поддержку Adobe Flash Player и был снабжён процессором с архитектурой ARM7. Дополнительным достоинством являлось время работы смартфона — до 5 дней. Несмотря на то, что процессор в аппарате был бюджетным, смартфон показывал в тестах производительности результаты, сопоставимые с двухъядерными смартфонами того периода. Дисплей LG E400 имеет хорошую чувствительность.
Обратной стороной долгой работы аккумулятора являлись недостатки смартфона: низкое разрешение дисплея и малопроизводительный процессор. Дисплей имел малые углы обзора, невооружённым глазом наблюдались пиксели. Критике подвергалась камера, не снабжённая автофокусом и вспышкой. Негативно оценивалась звуковая часть смартфона: наличие только одного динамика, отвечающего за вывод громкой связи и речи, а также не очень разборчивая речь собеседника на высокой громкости, однако, без фоновых шумов.
Стиль дизайна получил положительные отзывы, однако, корпус был легко уязвим для царапин и прочих повреждений, а кнопка регулировки громкости была расположена неудачно для нажатия при нахождении смартфона в руке.

## Галерея

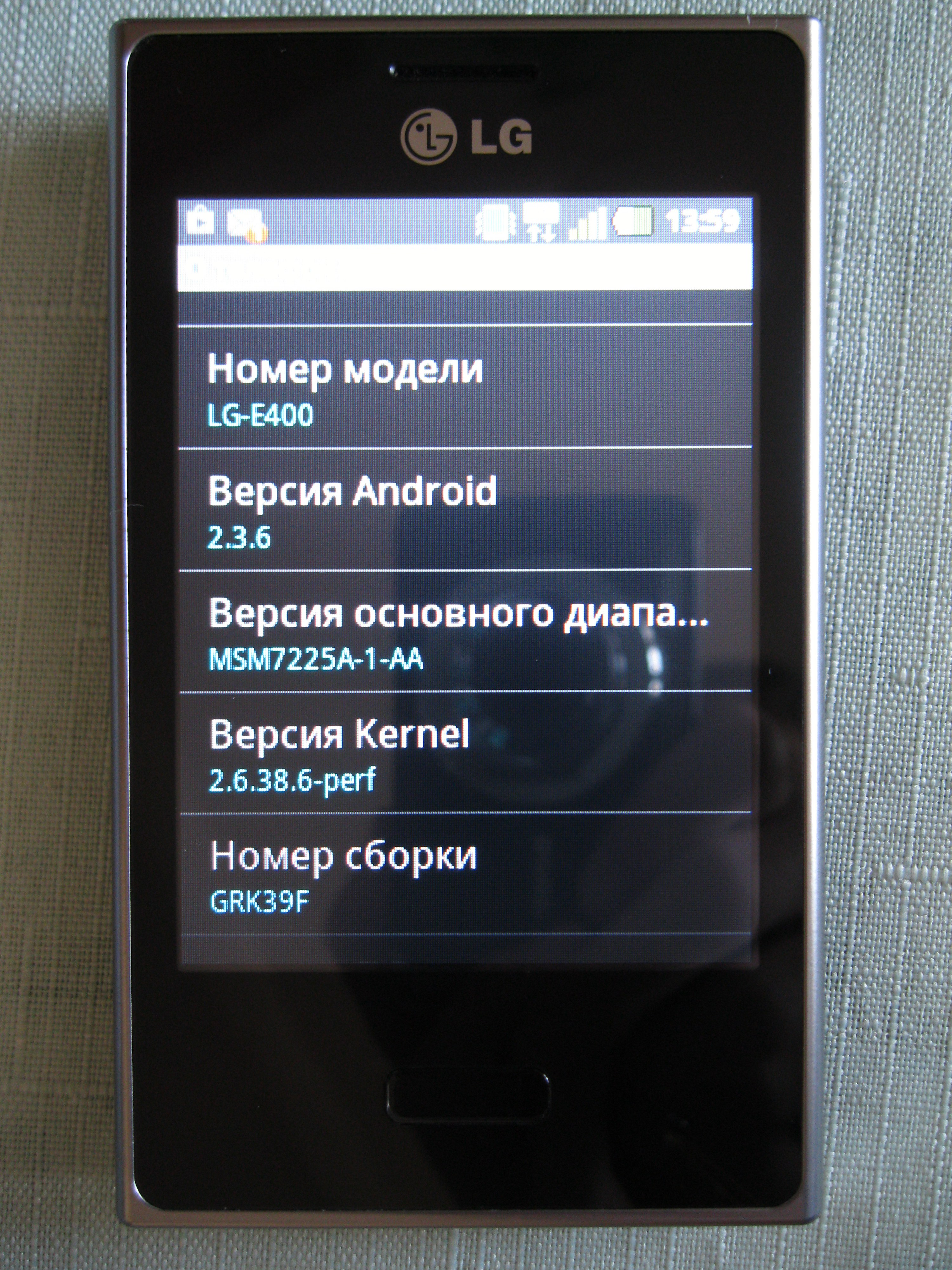
Дисплей LG E400
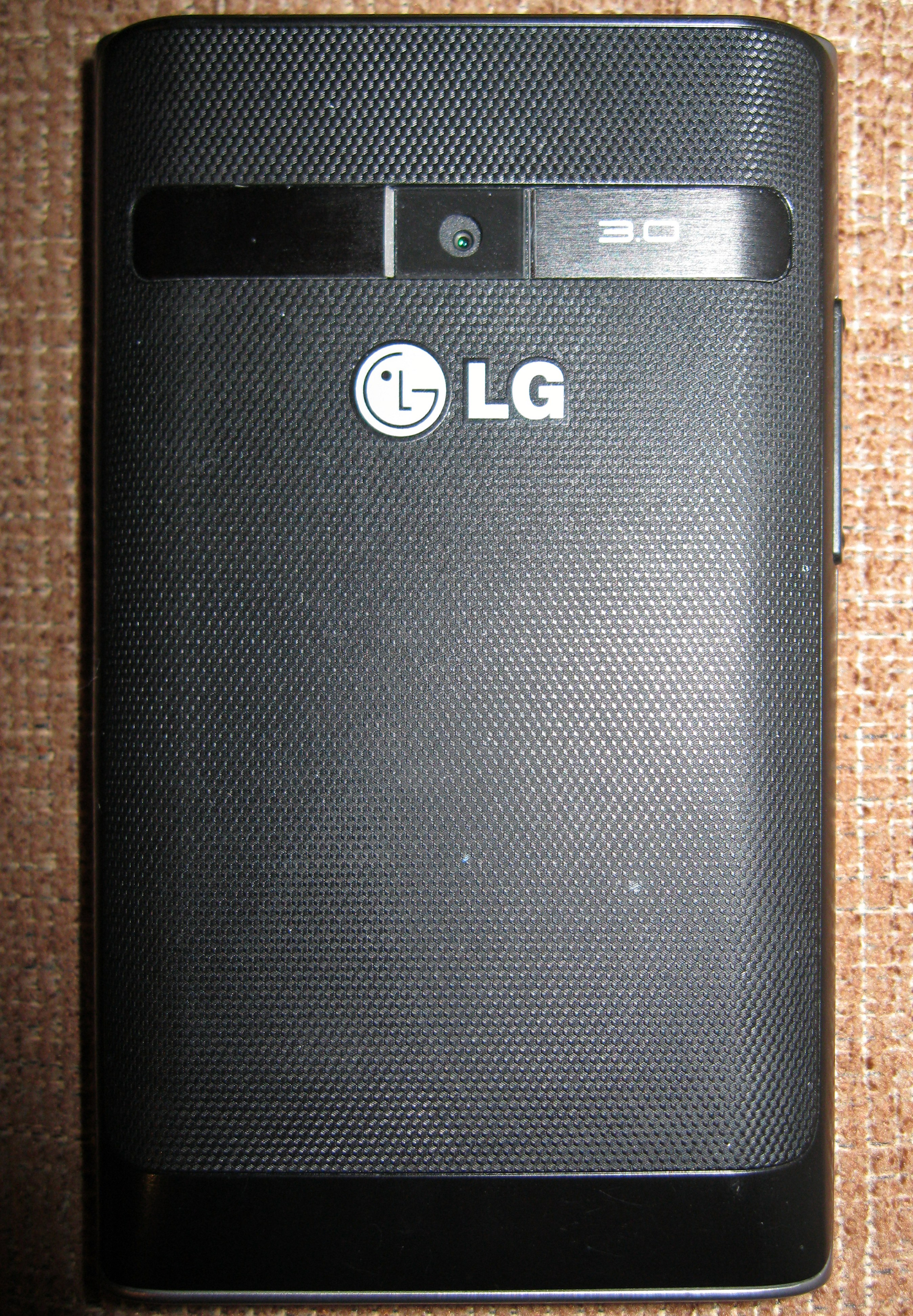
Задняя сторона смартфона
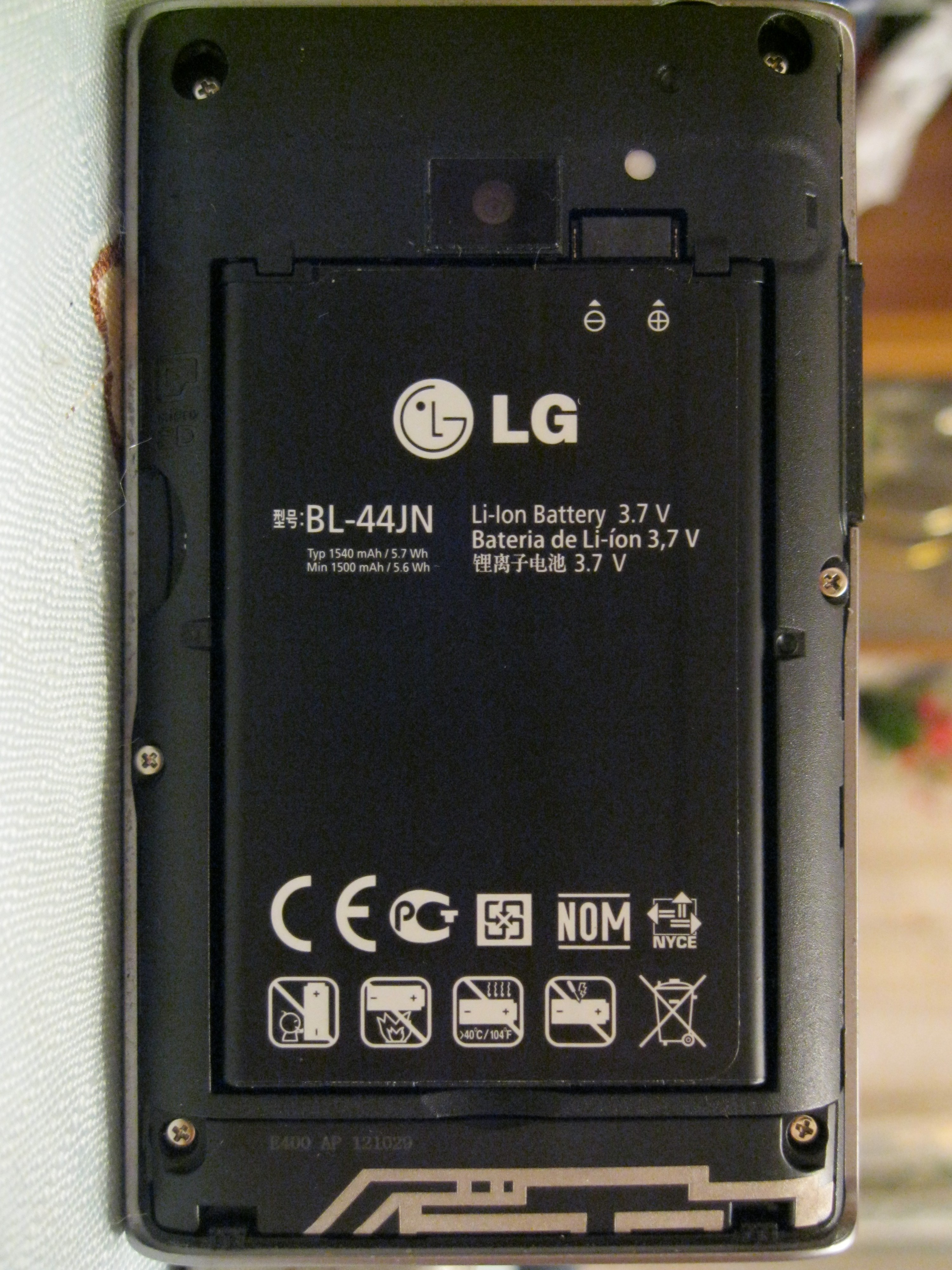
Батарея LG E400
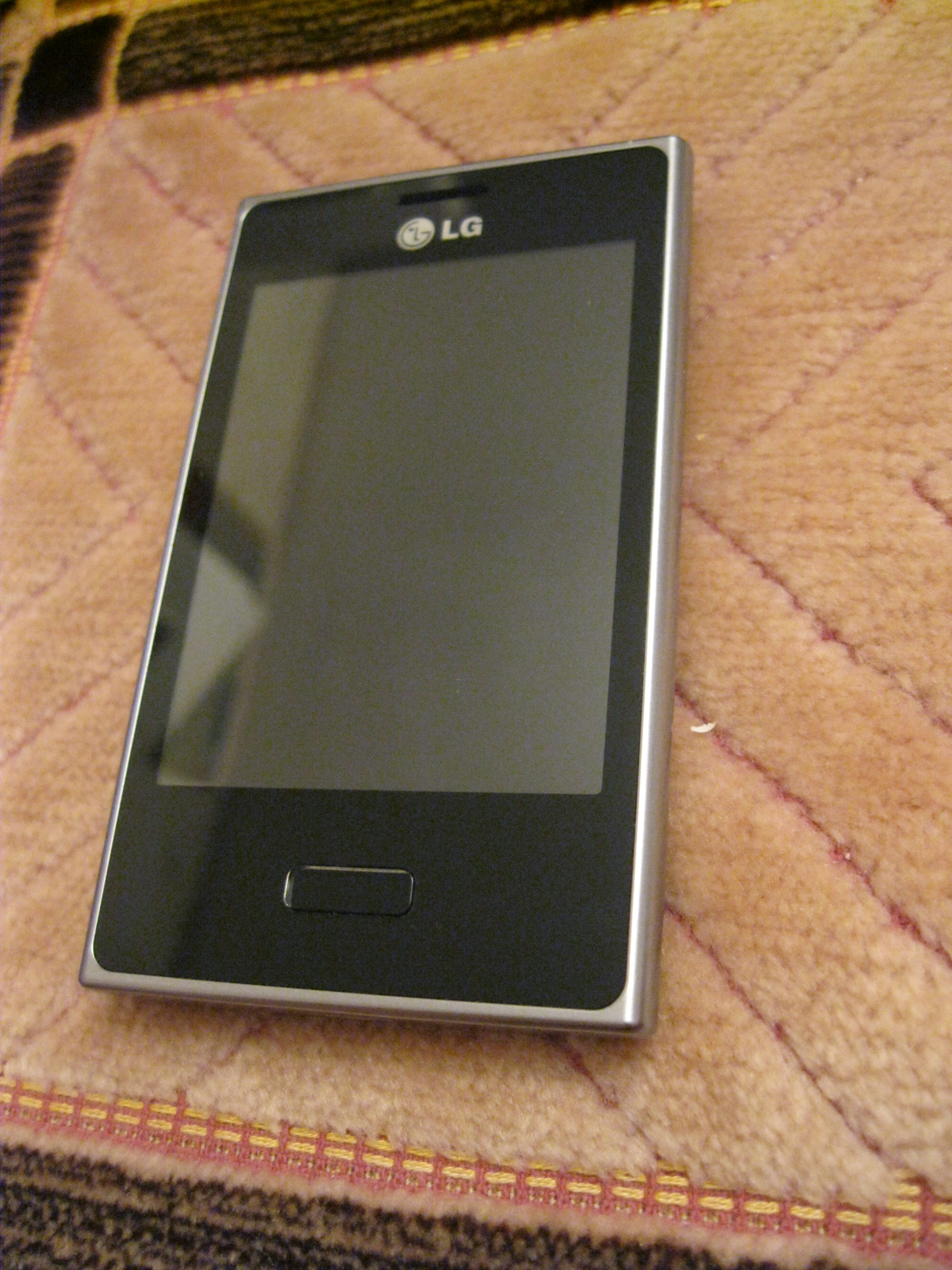
LG E400 в интерьере